# I Have a Little Dreidel
I Have a Little Dreidel (auch The Dreidel Song oder Dreidel, Dreidel, Dreidel, deutsch Ich habe einen kleinen Dreidel; Das Dreidel-Lied) ist ein englischsprachiges Kinderlied, das traditionell an Chanukka gesungen wird. Eine jiddische Version nutzt dieselbe Melodie, der Text ist jedoch jüngeren Datums. Die jiddische Version hat den Titel איך בין אַ קלײנער דרײדל Ikh Bin A Kleyner Dreydl (Ich bin ein kleiner Dreidel). Das Lied handelt von einem Dreidel und vom Spiel mit ihm. Während die englischsprachige Version den Besitz eines Dreidels und seine Herstellung aus Lehm behandelt, heißt es in der jiddischen Version übersetzt ich bin ein kleiner Dreidel, gemacht bin ich aus Blei.

## Geschichte
Der Text der englischen Version wurde 1927 von Samuel S. Grossman (1893–1930) verfasst, dem Vater der Schriftstellerin Judith Merril. Die Melodie komponierte Samuel E. Goldfarb. In den 1920er Jahren war nicht nur unter jüdischen Kindern das Spiel mit dem Dreidel an Chanukka beliebt. Seinerzeit wurde auch das Glücksspiel Nimmgib unter US-amerikanischen Kindern aller Religionen als Put and Take außerordentlich beliebt. Gespielt wurde um sehr geringe Beträge wie ein Penny oder ein Cent, und da es sich um ein Nullsummenspiel handelt stand das Spiel an sich im Vordergrund. Das Put and Take wurde vielfach in Liedern und Filmen dargestellt, und seine Beliebtheit wirkte sich auch auf die Verbreitung des Dreidel-Lieds aus.
Samuel Goldfarb verließ seine Familie 1929 wegen einer jüngeren Frau. Nach dem Tod Goldfarbs im Jahr 1978 gelangte sein Nachlass an seinen ältesten Sohn, Myron Gordon. Der beachtete ihn wegen des zerrütteten Verhältnisses zu seinem Vater über lange Zeit nicht. Erst 2014 veröffentlichte er einige moderne Arrangements von Goldfarbs Liedern. Dazu gehörten auch eine moderne Version von I Have a Little Dreidel und eine Originalaufnahme aus dem Jahr 1927. Der jiddische Text wurde von Mikhl Gelbart (1889–1962) unter dem Pseudonym Ben Arn veröffentlicht.

## Englischsprachige Version
| Englische Version | Übersetzung |
| --- | --- |
| I have a little dreidel. I made it out of clay. And when it's dry and ready, then dreidel I shall play. Oh dreidel, dreidel, dreidel, I made it out of clay. Oh dreidel, dreidel, dreidel, then dreidel I shall play.           | Ich hab' ein kleines Dreidel, das baute ich aus Lehm. Wird der dann endlich trocken, muss ich den Dreidel dreh'n. Oh Dreidel, Dreidel, Dreidel, ich machte dich aus Lehm. Oh Dreidel, Dreidel, Dreidel, mein Dreidel muss sich dreh'n.                         |
| It has a lovely body, with legs so short and thin. When it gets all tired, it drops and then I win! Dreidel, dreidel, dreidel, with leg so short and thin. Oh dreidel, dreidel, dreidel, it drops and then I win!               | Er hat eine liebliche Form, die Achse kurz und dünn. Wird er allzu langsam, fällt er um und ich gewinn'! Dreidel, Dreidel, Dreidel, die Achse kurz und dünn. Oh Dreidel, Dreidel, Dreidel, fällt er um und ich gewinn'!                                        |
| My dreidel's always playful. It loves to dance and spin. A happy game of dreidel, come play now let's begin. Oh dreidel, dreidel, dreidel, it loves to dance and spin. Oh dreidel, dreidel, dreidel. Come play now let's begin. | Mein Dreidel will immer spielen. Er liebt tanzen und dreh'n. Ein schönes Spiel mit Dreideln, komm Spielen, nun lass uns anfangen. Oh Dreidel, Dreidel, Dreidel, er liebt tanzen und dreh'n. Oh Dreidel, Dreidel, Dreidel, komm Spielen, nun lass uns anfangen. |
| I have a little dreidel. I made it out of clay. When it's dry and ready, dreidel I shall play. Oh dreidel, dreidel, dreidel, I made you out of clay. Oh dreidel, dreidel, dreidel, then dreidel I shall play.                   | Ich hab' ein kleines Dreidel, das baute ich aus Lehm. Wird der dann endlich trocken, muss ich den Dreidel dreh'n. Oh Dreidel, Dreidel, Dreidel, ich machte dich aus Lehm. Oh Dreidel, Dreidel, Dreidel, mein Dreidel muss sich dreh'n.                         |

Die jiddische Textversion ist in der Europäischen Union und in der Schweiz bis einschließlich 2032 urheberrechtlich geschützt.
In der Folge Mr. Hankey’s Christmas Classics (Halleluja! Mr. Hankeys klassische Weihnachten, 15. Folge der 3. Staffel) der US-amerikanischen Animationsserie South Park wird eine Parodie des englischsprachigen Lieds wiedergegeben.